# Oksyklina
Oksyklina – strefa gwałtownej zmiany warunków tlenowych w stratyfikowanym zbiorniku wodnym. Zwykle znajduje się w metalimnionie. Często towarzyszy termoklinie i chemoklinie. Powyżej oksykliny stężenie tlenu jest wysokie, poniżej niskie, czasem może dochodzić do okresowej lub stałej anoksji.